# Спомен биста Кости Војиновићу
Спомен биста Кости Војиновићу налази се у Прокупљу у центру града, у малом парку поред Градске апотеке, а откривена је 13. јуна 1937. године.
Првобитно, спомен биста војводи топличког устанка Кости Војиновићу била је постављена у парку испред зграде начелства (данашња зграда Топличког управног округа, Града Прокупља и Општине Прокупље,  да би 1953. године била пресељена у парк испред железничке станице. Касније, 1960. године бива премештена и са ове локације и постављена испред управне зграде тадашње Дуванске индустрије, у близини железничке станице.
Непознат је аутор ове спомен бисте. Настала је као копија истоветне бисте са споменика Кости Војиновићу, који је 9. маја 1927. године подигнут на месту његове погибије у селу Гргуру, чији је аутор вајар Ристо Стијовић.

## Галерија
- Спомен биста Кости Војиновићу
- Спомен биста Кости Војиновићу
- Спомен биста Кости Војиновићу